# Eva Lubbers
Eva Lubbers (Uithoorn, 6 febbraio 1992) è una velocista olandese.

## Palmarès

### Europei
- 1 medaglia:
  - 1 argento (Helsinki 2012 nella staffetta 4x100 m)